# Вышелесский, Сергей Николаевич
Сергей Николаевич Вышеле́сский (20 октября (1 ноября) 1874 — 14 января 1958) — учёный эпизоотолог, профессор (1924), академик Белорусской академии наук (1928), почётный член ВАСХНИЛ (1956). Член ЦИК Белорусской ССР (1929—1930).

## Биография
Родился в местечке Оболь Витебской губернии (ныне Шумилинский район, Республика Беларусь), учился в Брянской гимназии (1889), затем в Витебской духовной семинарии, которую окончил в 1895 году.
1899 — окончил Варшавский ветеринарный институт. Начало работы ветеринарным врачом. Принимал участие в ликвидации чумы крупного рогатого скота в Азербайджане.
1903—1906 — уездный ветеринарный врач (город Невель).
1906—1914 — сотрудник Петербургской ветеринарной лаборатории при МВД. В 1906—1910 участвовал в ликвидации вспышек сибирской язвы во многих губерниях Российской империи. В 1910—1913 стажировался в Лейпцигском университете, где получил степень доктора ветеринарной медицины.
1914—1917 — работал в селе Усть-Цильма Архангельской губернии.
1919—1921 — сотрудник ветеринарных лабораторий (Киев, Ставрополь), доцент сельхозинститута.
1922—1928 — изучал туберкулёз, сап и другие особо опасные инфекции в институте экспериментальной ветеринарии (ВИЭВ) в Москве.
1924 — присвоено звание профессора эпизоотологии Московского ветеринарного института.
1926 — научная командировка в Германию и Данию.
1927 — назначен директором ВИЭВ.
1928 — избран академиком Национальной академии наук БССР.
1928—1930 — директор ветеринарно-бактериологического института в Витебске, одновременно заведующий кафедрой в ветеринарном институте.
1931—1933 — работал в Алма-Атинском, затем в Московском научно-исследовательском ветеринарном институте.
С 1934 года — заведующий кафедрой эпизоотологии Московского зооветеринарного института.
По воспоминаниям заместителя директора Бактериологического института РККА Е. И. Демиховского С. Н. Вышелесский вместе с другими видными микробиологами был отправлен в Суздаль, где на территории монастыря работал в бактериологической лаборатории этого института, занимавшейся в том числе разработкой бактериологического оружия. При этом ученые были расконвоированны и могли выходить в город, где жили их семьи.
С 1948 — заведующий кафедрой эпизоотологии Московской ветеринарной академии.
1956 — избран почётным членом ВАСХНИЛ.
С. Н. Вышелесский разработал методику изготовления сибиреязвенных вакцин на агаре, обосновал и внедрил метод комбинационных прививок против сибирской язвы и предложил методику вакцинации против неё северных оленей, выяснил этиологию чумы оленей, что сделало возможной борьбу с ней, разработал методы диагностики и борьбы с такими болезнями как туберкулёз, чума и повальное воспаление лёгких крупного рогатого скота, чума и рожа свиней, колибактериоз и паратиф телят. С. Н. Вышелесский (совместно с К. Н. Бучневым) открыл возбудителя инфекционного энцефаломиелита лошадей. Его работы по изучению сапа лошадей стали основой для организации в СССР мероприятий по его ликвидации. Вышелесский предложил аллергический метод диагностики бруцеллёза крупного рогатого скота и комплекс ветеринарно-санитарных мероприятий против него. Он опубликовал около 100 научных работ, в том числе 2 монографии.
Похоронен на Кузьминском кладбище в Москве.

## Награды
- Орден Ленина (2 ноября 1944)
- Орден Трудового Красного Знамени
- Орден «Знак Почёта»

- Сталинская премия II степени (13 марта 1941) — за научные работы по изучению заразных болезней животных и за разработку методов их лечения, опубликованные в 1935—1940 годах в трудах ВАСХНИЛ и в научном труде «Частная эпизоотология», опубликованном в 1940 году[3]
- Заслуженный деятель науки РСФСР (1940)[3]

## Основные труды
- О результатах сибиреязвенных прививок вакцинами… // Вестник общественной ветеринарии. — 1908. — № 6;
- Опыт культивирования сибиреязвенных вакцин на агаре и практического их применения // Вестник общественной ветеринарии. — 1910. — № 17;
- Падёж оленей в тундре в 1913 г. // Хроника Архива ветеринарных наук. — 1915. — № 1;
- Опыты изучения иммунитета при сапе искусственного и естественного заражения… // Тр./ Гос. ин-т экспериментальной ветеринарии. — 1926. — Т. 3, вып. 1. (совм. с В. Н. Маккавейским);
- Дальнейшие исследования по сапу // там же. — 1928. — Т.5, вып.1. (совм. с В. Н. Маккавейским);
- Аллергическая реакция в диагностике бруцеллёза у домашних животных // Советская ветеринария. — 1934. — № 4;
- Инфекционный энцефаломиелит лошадей. — М., 1944;
- Частная эпизоотология / Под ред. С. Н. Вышелесского и Ф. А. Терентьева. — 3-е изд. — М.: Сельхозгиз, 1954.
- Причины появления заразных болезней животных. — 2-е изд. — М.: Сельхозгиз, 1959.

## Имя С. Н. Вышелесского носят
- Республиканское унитарное предприятие «Институт экспериментальной ветеринарии имени С. Н. Вышелесского», расположенное в городе Минске[4].
- Улица в посёлке Оболь Витебской области.
- Улица в городе Минске.
- Золотая медаль имени С. Н. Вышелесского, присуждаемая ВАСХНИЛ каждые 3 года за выдающиеся научные работы в области эпизоотологии.
- Именная стипендия студентам Витебской Государственной академии ветеринарной медицины.
- Мемориальная доска на кафедре эпизоотологии и инфекционных болезней Витебской государственной академии ветеринарной медицины.

## Память
- В 1978 году издан художественный маркированный конверт, посвященный академику.